# Awngi
L’awngi, aussi appelé awiya dans les publications plus anciennes (un ethnonyme inapproprié), est une langue agew parlée par les Awi, vivant dans le centre du Godjam, au nord-ouest de l’Éthiopie. 
La plupart des locuteurs de la langue vivent dans la zone Agew Awi de la région d’Amhara, mais il existe également des communautés parlant la langue dans divers endroits dans la zone Metekel de la région de Benishangul-Gumuz.

## Phonologie

### Voyelles
|         | Antérieure | Centrale | Postérieure |
| ------- | ---------- | -------- | ----------- |
| Fermée  | [i]        | [ɨ]      | [u]         |
| Ouverte | [e]        | [a]      | [o]         |

La voyelle centrale /ɨ/ est la voyelle épenthétique par défaut de la langue et presque totalement prévisible dans son occurrence. De même, /æ/, normalement un allophone de /a/, est fossilisé dans certains mots et pourrait être considéré comme un phonème séparé. 

### Consonnes
|                          |                          | Labiale | Alvéolaire | Palato-velaire | Palato-velaire | Uvulaire | Uvulaire |
| ------------------------ | ------------------------ | ------- | ---------- | -------------- | -------------- | -------- | -------- |
| Pleine                   | Labialisé                | Labiale | Alvéolaire | Pleine         | Labialisé      |          |          |
| Consonne occlusive       | Sourde                   | [p]     | [t]        | [k]            | [kʷ]           | [q]      | [qʷ]     |
| Consonne occlusive       | Voisé                    | [b]     | [d]        | [ɡ]            | [ɡʷ]           | [ɢ]      | [ɢʷ]     |
| Affriquée                | Sourde                   |         | [t͡s]       | [t͡ʃ]           |                |          |          |
| Affriquée                | Voisée                   |         | [d͡z]       | [d͡ʒ]           |                |          |          |
| Fricative                | Fricative                | [f]     | [s]        | [ʃ]            |                |          |          |
| Fricative post-occlusive | Fricative post-occlusive |         | [s͡t]       | [ʃ͡t]           |                |          |          |
| Nasale                   | Nasale                   | [m]     | [n]        | [ŋ]            | [ŋʷ]           |          |          |
| Battue                   | Battue                   |         | [r]        |                |                |          |          |
| Spirante                 | Spirante                 | [w]     | [l]        | [j]            |                |          |          |

- Les consonnes palatales et vélaires sont réunis en awngi et ne forment qu’un seul lieu d’articulation[7], qui est appelé palato-vélaire.
- Les consonnes fricatives post-occlusives sont supposées être des segments uniques en awngi pour des raisons phonotactiques[8]. D’autres linguistes (par exemple Richard Wiese pour l’allemand[9]) ont qualifié ces sons de suffriqués.
- /h/ se trouve initialement dans les emprunts lexicaux, mais peut aussi être omis.
- /r/ n’est pas utilisé au début des mots. Il se prononce comme la consonne battue [ɾ] lorsqu’elle n’est pas géminée[10].
- Entre les voyelles, /b/ se prononce comme la consonne fricative bilabiale voiée [β].
- /d/ est prononcé rétracté, avec une légère rétroflexion.
- /ɢ/ et /ɢʷ/ sont généralement prononcés comme les fricatives uvulaires voisées [ʁ] et [ʁʷ].
- Bien que /d͡z/ et /d͡ʒ/ soient phonétiquement réalisés comme les fricatives [z] et [ʒ] dans de nombreux environnements, ils sont en grande partie les homologues voisés des affriquées sourdes en ce qui concerne les règles phonologiques[11].
- Le contraste de labialisation dans les consonnes palato-vélaires et uvulaires ne se trouve qu’avant les voyelles /i, e, a/ et en fin de mot.

### Tons
Frank Palmer et Robert Hetzron ont tous deux identifié trois niveaux de tonalité distincts en awngi : haut, moyen et bas. Le ton bas, cependant, n’apparaît qu'en position finale du mot sur la voyelle a. Un ton descendant (haut-moyen) n’apparaît que sur les syllabes finales du mot. Andreas Joswig réanalyse le système comme ayant seulement deux niveaux de tonalité distincts, le ton bas étant une variante phonétique du ton moyen.

### Structure de la syllabe
La syllabe en awngi correspond dans la plupart des cas au modèle de syllabe maximale CVC (C pour une consonne, V pour une voyelle). Cela signifie qu’il n’y a qu'une seule consonne (le cas échéant) pour chaque syllabe et chaque rime. Des exceptions à cela se produisent aux limites des mots, où des consonnes extramétriques (en) peuvent apparaître.

### Processus phonologiques

#### Gémination
Dans des positions autres que le début du mot, l’awngi oppose des consonnes géminées et non géminées. Le contraste entre les consonnes géminées et non géminées n’apparaît pas pour les consonnes suivantes : /ɢ, ɢʷ, t͡s, t͡ʃ, j, w, ʒ/ . 

#### Harmonie vocalique
Chaque fois qu’un suffixe contenant la voyelle (haute) i est ajouté à un radical, un processus d’harmonie vocalique productif est utilisé. Robert Hetzron (en) appelle ce processus l’assimilation régressive des voyelles hautes. L’harmonie vocalique ne se produit que si la voyelle sous-jacente de la dernière syllabe du radical est e. Cette voyelle et toutes les instances précédentes de e et o reprendront la fonction (haute), jusqu’à ce qu’une voyelle différente soit rencontrée. L’harmonie vocalique est alors bloquée. Hetzron fournit l’exemple suivant : /moleqés-á/ « nonne » vs. /muliqís-í/ « moine ».

## Orthographe
L’awngi est utilisé comme support d’enseignement de la première à la sixième année dans les écoles primaires de la zone Agew Awi[réf. souhaitée]. Il s’écrit avec une orthographe basée sur l’écriture éthiopienne. Les fidäls supplémentaires utilisés pour l’awngi sont ጝ pour le son [ŋ] et ቕ pour le son [q]. Le fidäl ፅ est utilisé pour [ts], le fidäl ኽ pour le son [ɢ]. Différents aspects de l’orthographe awngi restent encore à déterminer.

## Morphologie

### Nom[16]
Le nom est marqué pour le nombre et le genre (masculin, féminin ou pluriel) et le cas. Le nominatif n'est pas marqué pour une classe de noms, ou marqué par -i pour les noms masculins et -a pour les noms féminins. Les autres cas sont l’accusatif, le datif, le génitif, le locatif, le directionnel, l’ablatif, le comitatif, le comparatif, l’invocatif et le translatif. Hetzron mentionne également l’adverbial comme un cas de l’awngi, mais une interprétation en tant que marqueur dérivationnel semble être plus appropriée. Le nombre et le genre ainsi que le cas sont marqués par des suffixes sur les racines nominales. 

### Verbe[5]
La morphologie verbale de l’awngi possède une multitude de formes flexionnelles. Les quatre principaux temps sont le passé imperfectif, le non-passé imperfectif, le passé perfectif et le non-passé perfectif. Il existe diverses autres formes coordonnées et subordonnées qui sont toutes marquées par des suffixes sur les racines verbales. Les distinctions suivantes sont maintenues pour les personnes : première personne du singulier, deuxième personne du singulier, troisième personne masculin du singulier, troisième personne féminin du singulier, première personne du pluriel, deuxième personne du pluriel, troisième personne du pluriel. Hetzron a démontré que la morphologie verbale de l’awngi est décrite le plus économiquement quand on suppose que pour chaque verbe il y a quatre racines distinctes : la première racine est pour la troisième personne masculin du singulier et les deuxième et troisième personnes du pluriel. La deuxième racine s’applique à la première personne du singulier uniquement, la troisième racine aux deuxième personne du singulier et troisième personne féminin du singulier, et la quatrième racine pour la première personne du pluriel seulement. Ces quatre racines doivent être notées pour chaque verbe du lexique et servent de base à toutes les autres morphologies verbales. Les racines restent les mêmes dans tous les paradigmes verbaux, et il est possible de prédire la forme de surface de chaque membre du paradigme avec ces racines et les suffixes de temps simples.

## Syntaxe
Le verbe principal d’une phrase se trouve toujours à la fin. L’ordre de base des mots est donc SOV. La subordination et la coordination sont obtenues exclusivement par apposition verbale.

## Dialectologie
Glottolog liste 3 dialectes pour l’awngi : le dega, le kunfäl et le kwolla.
Jusqu’en 2011, le kunfäl, langue parlée à l’ouest du lac Tana et décrite en 1971 par Roger Wenman Cowley, était soupçonné d’être une langue distincte. Il a maintenant été démontré qu’il est linguistiquement proche de l’awngi et devrait être classé comme dialecte de cette langue.